# Robert Oppenheimer
J. Robert Oppenheimer (Nueva York, 22 de abril de 1904-Princeton, Nueva Jersey, 18 de febrero de 1967) fue un físico teórico estadounidense y profesor de física en la Universidad de California en Berkeley. Es una de las personas a menudo nombradas como «padre de la bomba atómica» debido a su destacada participación en el Proyecto Manhattan, el proyecto que consiguió desarrollar las primeras armas nucleares de la historia, durante la Segunda Guerra Mundial. La primera bomba nuclear fue detonada el 16 de julio de 1945 en la Prueba Trinity, en Nuevo México, Estados Unidos. Oppenheimer declararía más tarde que le vinieron a la mente las palabras del Bhagavad-gītā: «Ahora me he convertido en la muerte, el destructor de mundos». Oppenheimer siempre expresó su pesar por el fallecimiento de víctimas inocentes cuando las bombas nucleares fueron lanzadas contra los japoneses en Hiroshima y Nagasaki los días 6 y 9 de agosto de 1945.
Después de la guerra ocupó el cargo de asesor jefe en la recién creada Comisión de Energía Atómica de los Estados Unidos y utilizó su posición para abogar por el control internacional del poder nuclear, evitar la proliferación de armamento nuclear y frenar la carrera armamentística entre Estados Unidos y la Unión Soviética. Después de provocar la ira de numerosos políticos por sus opiniones públicas se le acabaron retirando sus pases de seguridad, perdiendo el acceso a los documentos militares secretos de su país, y se le acabó despojando de su influencia política directa durante una muy publicitada audiencia en 1954. En esa década Estados Unidos vivía en el macartismo y todas aquellas personas sospechosas de simpatizar con el comunismo o simplemente de ser disidentes fueron perseguidas por el gobierno; Oppenheimer pudo continuar escribiendo, trabajando en física y dando conferencias. Nueve años después de la audiencia, los presidentes John F. Kennedy y Lyndon B. Johnson le concedieron y otorgaron respectivamente el Premio Enrico Fermi como un gesto de rehabilitación de su figura.
Oppenheimer consiguió logros notables en el campo de la física, como la aproximación de Born-Oppenheimer. También trabajó en la teoría de electrones y positrones, el proceso de Oppenheimer-Phillips de la fusión nuclear y en la primera predicción sobre el efecto túnel. Junto a sus alumnos hizo importantes contribuciones a la teoría moderna sobre las estrellas de neutrones y los agujeros negros, así como a la mecánica cuántica, la teoría cuántica de campos y las interacciones de los rayos cósmicos. Como profesor y promotor de la ciencia, se le recuerda como uno de los fundadores de la escuela estadounidense de física teórica que ganó prominencia mundial en la década de 1930. Después de la Segunda Guerra Mundial, también ocupó el puesto de director del Instituto de Estudios Avanzados de Princeton.

## Estudios
Robert Oppenheimer nació en Nueva York el 22 de abril de 1904, hijo de Julius Seligmann Oppenheimer (un adinerado importador textil judeoalemán que había emigrado hacia los Estados Unidos en 1888) y de Ella Friedman, pintora. Estudió en el Ethical Culture Society School. Durante toda su vida fue un estudiante muy versátil, con buena aptitud tanto para las ciencias como para las artes. Entró en la Universidad Harvard con un año de retraso debido a un ataque de colitis. Durante ese año, viajó con un profesor de literatura ya jubilado para recuperarse en Nuevo México. Regresó bien recuperado compensando su retraso de un año graduándose summa cum laude en solo tres años en Química.
Durante sus estudios en Harvard, Oppenheimer se interesó en la física experimental en la asignatura de Termodinámica dictada por el profesor Percy Bridgman, y como para la época no había en los Estados Unidos centros de física experimental de clase mundial, se le sugirió continuar sus estudios en Europa. Fue aceptado como estudiante de postgrado en el famoso Laboratorios Cavendish de Ernest Rutherford en la Universidad de Cambridge. La poca destreza de Oppenheimer en el laboratorio le hizo comprender que su fuerte era la física teórica, no la experimental. En 1926 partió hacia la Universidad de Gotinga, en Alemania, para estudiar bajo la supervisión de Max Born. Gotinga era entonces uno de los principales centros en física teórica en Europa. Oppenheimer hizo amistad allí con otros estudiantes famosos, como Paul Dirac, y a la edad de veintidós años obtuvo su doctorado. Oppenheimer era conocido por ser un estudiante que aprendía muy rápidamente y dotado de una muy notable inteligencia.

## Enseñanza

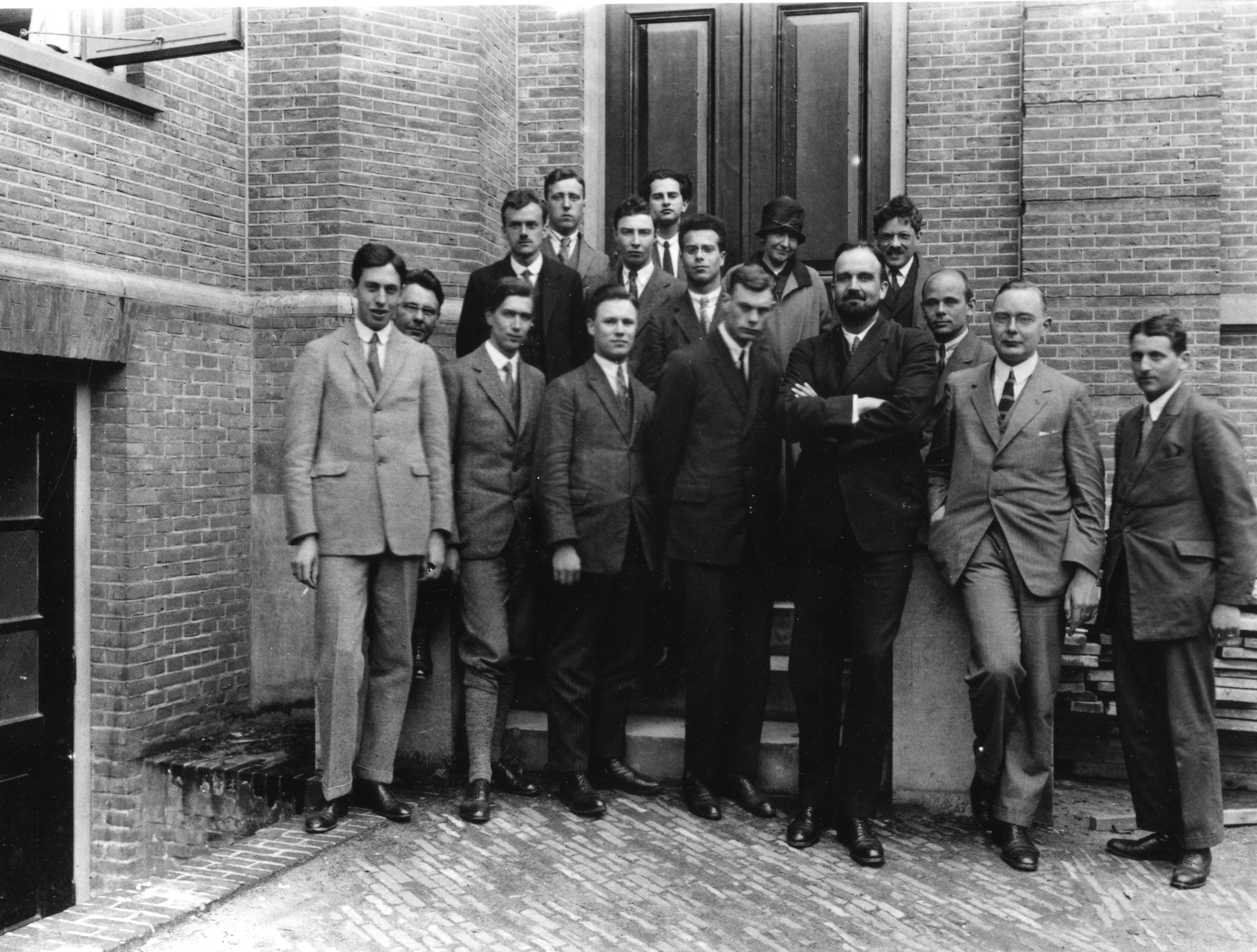
Un joven Oppenheimer en segunda fila junto a su profesor y alumnos en Kamerlingh-Onnes (1926)

En Gotinga, Oppenheimer publicó muchas contribuciones importantes a la entonces recién desarrollada mecánica cuántica, particularmente, un artículo muy conocido sobre la llamada aproximación de Born-Oppenheimer, que separa el movimiento nuclear del movimiento electrónico en el tratamiento matemático de las moléculas. En septiembre de 1927, regresó a Harvard como joven experto en física matemática y miembro del Consejo de Investigación Nacional estadounidense, y desde principios de 1928 fue profesor en el Instituto Tecnológico de California (Cal. Tech.). Estando allí, recibió múltiples ofertas de diversas Universidades y aceptó un puesto de profesor asistente en física en la Universidad de California en Berkeley, compatible con su puesto en Cal. Tech. Según sus palabras, Berkeley "era un desierto," y paradójicamente un lugar sembrado de oportunidades. Cada primavera, Oppenheimer enseñaba en Cal. Tech. para mantenerse al día con la investigación en su área. Oppenheimer entabló amistad con Linus Pauling y habían planeado trabajar juntos en investigación, pero esto nunca se concretó.
Antes de comenzar a dar clases en Berkeley, Oppenheimer sufrió de tuberculosis, y debió pasar algunas semanas en un rancho en Nuevo México junto con su hermano. Más adelante adquiriría ese rancho y solía decir que la física y el campo desértico eran sus dos grandes amores; amores que se combinaron más adelante al escoger el sitio de Los Álamos para las instalaciones del proyecto de la bomba. Luego de un período de recuperación, regresó a Berkeley, donde dirigió a toda una generación de físicos que lo admiraban por su altura intelectual y sus amplios intereses. El Premio Nobel de Física Hans Bethe más adelante diría sobre él:

Probablemente el ingrediente más importante que Oppenheimer agregaba a sus clases era su gusto exquisito. Siempre sabía cuáles eran los problemas importantes, como se observa en su selección de temas. Realmente vivía esos problemas, buscando una solución y comunicando su preocupación al grupo.
Hans Bethe

Oppenheimer fue amigo y trabajó estrechamente con el físico experimental Ernest Lawrence y su grupo pionero en trabajos con el ciclotrón, ayudando a comprender los nuevos datos experimentales que producían con sus equipos en el Laboratorio de Radiación.
Oppenheimer realizó investigaciones importantes en astrofísica, física nuclear, espectroscopia y teoría cuántica de campos. Su contribución más conocida, realizada como estudiante de posgrado, es la aproximación de Born-Oppenheimer ya mencionada. También realizó contribuciones importantes en la teoría de la lluvia de rayos cósmicos y realizó trabajos que condujeron más adelante a descripciones del efecto de túnel cuántico. A finales de la década de 1930, fue el primero en escribir trabajos que sugerían la existencia de lo que hoy se llaman agujeros negros. En 1930 escribió un trabajo que esencialmente predecía la existencia del positrón (que había sido postulado por Paul Dirac), una formulación que sin embargo no llevó hasta el final debido a su escepticismo sobre la validez de la ecuación de Dirac. Aun para los expertos, los trabajos de Oppenheimer fueron considerados difíciles de entender. Oppenheimer era aficionado a utilizar técnicas matemáticas elegantes pero extremadamente complicadas para demostrar principios físicos. En algunos casos se le han encontrado algunos errores matemáticos, probablemente debido a la precipitación.
Muchos han pensado que los descubrimientos de Oppenheimer no están a la altura de sus habilidades y talentos. Lo consideran un físico excepcional, pero no lo ubican entre los más grandes, aquellos que han amoldado las fronteras del conocimiento. Una posible razón para ello fueron sus variados intereses, que le impidieron concentrarse en algún campo  durante suficiente tiempo como para producir avances más importantes. Su colega y confidente Isidor Rabi dio más tarde la siguiente interpretación

Oppenheimer tuvo una muy completa formación en aquellos campos que caen fuera de la tradición científica, como su interés en la religión, particularmente en la religión Hindú, que se transformó en una especie de sentimiento de misterio que lo rodeaba. Veía la física con claridad, mirando lo que ya se había logrado, pero en el límite tendía a sentir que había mucho más de misterio de lo que realmente había... se alejó de los métodos fuertes y crudos de la física teórica en dirección hacia un sentimiento místico de amplia intuición.
Isidor Rabi 

A pesar de esto, muchos (entre ellos el físico Luis Álvarez) han sugerido que si Oppenheimer hubiera vivido lo suficiente como para ver sus predicciones sustentadas por experimentos, hubiera ganado un Premio Nobel por su trabajo en el colapso gravitacional, relacionado con las estrellas de neutrones y los agujeros negros.

### Posiciones políticas
Durante la década de 1920, Oppenheimer se mantuvo alejado de los acontecimientos del mundo. En algún momento afirmó no haberse enterado de la crisis financiera de 1929 hasta más tarde (Oppenheimer en lo personal no tenía muchas preocupaciones financieras debido a su herencia familiar). Fue solamente al relacionarse con Jean Tatlock, hija de un profesor de literatura de Berkeley, en 1936, cuando se interesó en la política. Al igual que muchos intelectuales de la década de 1930 apoyó las ideas comunistas y, gracias a su capital heredado (más de 300.000 dólares, cantidad enorme en la época), podía financiar muchos esfuerzos políticos de izquierda. La mayoría de estos aportes estuvieron dedicados a financiar recolecciones de fondos a favor de los republicanos en la guerra civil española y otras actividades antifascistas. Nunca se inscribió oficialmente en el Partido Comunista de los Estados Unidos (su hermano Frank sí lo hizo, en contra de la opinión de Robert), aunque historiadores como Gregg Herken afirman haber encontrado evidencias de que Oppenheimer tuvo relaciones con el partido comunista en las décadas de 1930 y 1940. En noviembre de 1940, se casó con Katherine Puening Harrison, una estudiante "radical" de Berkeley, y en mayo de 1941 tuvieron a Peter, su primer hijo.

## Implicación en el desarrollo de la bomba atómica

### El proyecto Manhattan

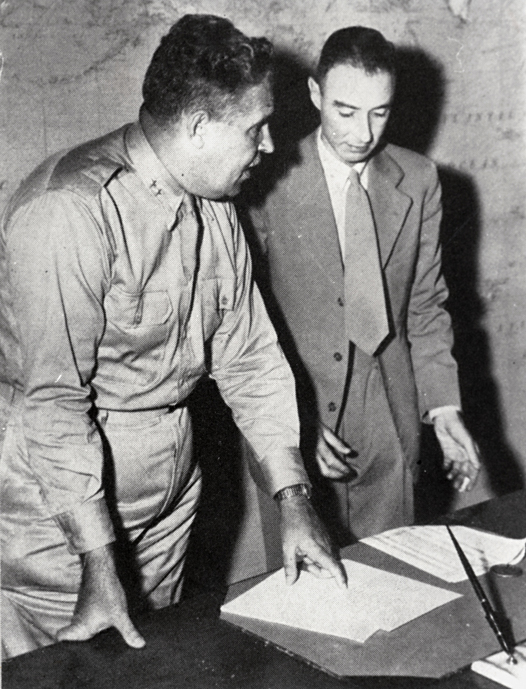
El general Leslie Groves junto a Oppenheimer en el desarrollo del proyecto Manhattan (Circa 1944)

El Proyecto Manhattan era el nombre en clave de un proyecto de investigación llevado a cabo durante la Segunda Guerra Mundial por los Estados Unidos con ayuda parcial del Reino Unido y Canadá. Su objetivo final era desarrollar la primera bomba atómica. La investigación científica fue dirigida por Oppenheimer mientras que la seguridad y las operaciones militares corrían a cargo del general Leslie R. Groves. El proyecto se llevó a cabo en numerosos centros de investigación. El más importante fue el Distrito de Ingeniería Manhattan, situado en el  actualmente conocido como Laboratorio Nacional Los Álamos, en Nuevo México.
El proyecto agrupó a una gran cantidad de eminencias científicas (física, química, ciencias informáticas). Tras los experimentos previos a la guerra en Alemania, se sabía que la fisión del átomo era posible y que los nazis estaban ya trabajando en su propio programa nuclear. 
 No costó reunir a todas aquellas mentes brillantes, con el objetivo de conseguir la bomba antes que los alemanes.[cita requerida]
En la carrera por la bomba nuclear, los alemanes tenían el Proyecto Uranio y los soviéticos la Operación Borodino.

### Los Álamos

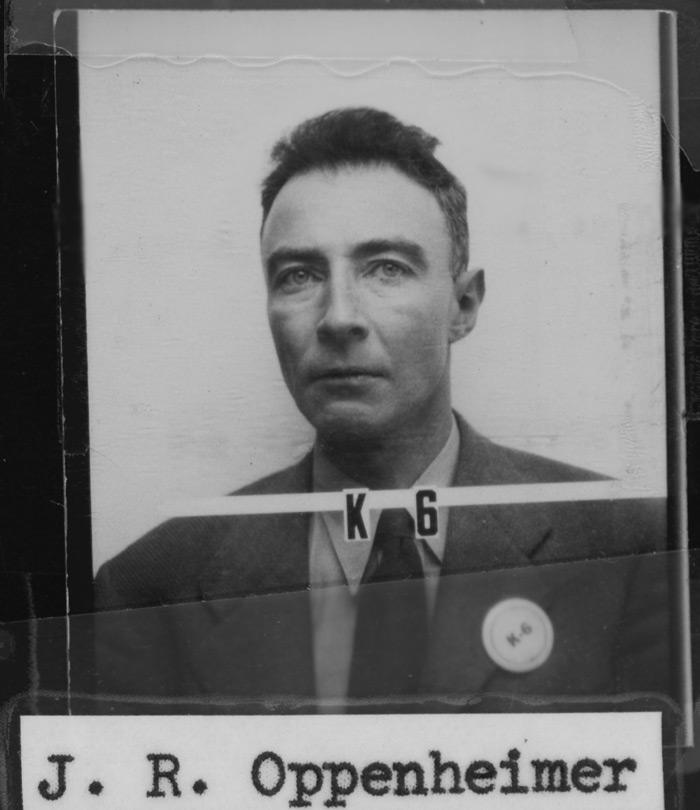
Foto de Oppenheimer para el servicio de seguridad del Laboratorio Nacional de Los Álamos.

Cuando empezó la Segunda Guerra Mundial, Oppenheimer se involucró fuertemente en los esfuerzos para desarrollar una bomba atómica que ya ocupaba mucho del tiempo y equipamiento del Laboratorio de Radiación de Ernest Lawrence, en Berkeley. En 1941, Lawrence, Vannevar Bush, Arthur Compton y James Conant intentaban que el Comité Uranio, establecido por el presidente Franklin Delano Roosevelt en 1939, les asignara el proyecto de la bomba, porque opinaban que avanzaba con demasiada lentitud. Invitaron a Oppenheimer para que asumiera el trabajo de cálculo sobre los neutrones, tarea a la que se enfrentó con pleno vigor, renunciando a lo que llamó sus «vagabundeos izquierdistas» para dedicarse a los que ahora consideraba su deber (aunque aún tenía muchos amigos y estudiantes muy radicales). Cuando el ejército de EE. UU. recibió la jurisdicción sobre el esfuerzo de la bomba, ahora bautizado Proyecto Manhattan, el director del proyecto Leslie R. Groves (que había terminado recientemente la dirección de la construcción del Pentágono) nombró a Oppenheimer director científico del proyecto, una acción que sorprendió a muchos. Groves conocía los problemas potenciales de seguridad ligados a Oppenheimer, pero lo consideró como el mejor hombre para dirigir un equipo diverso de científicos y que no estaría afectado por sus tendencias políticas anteriores.
Una de las primeras acciones de Oppenheimer fue albergar una escuela de verano sobre la teoría de las bombas en las instalaciones del proyecto en Berkeley, reuniendo a físicos europeos y a sus propios estudiantes. Este grupo, que incluía a Robert Serber, Emil Konopinski, Felix Bloch, Hans Bethe y Edward Teller; se ocupó de calcular qué era necesario hacer, y en qué orden, para construir la bomba. Cuando Teller expuso la remota posibilidad que la bomba generaría calor suficiente para encender la atmósfera (un evento que pronto Bethe demostró que era imposible), Oppenheimer estuvo tan preocupado por esa posibilidad que se reunió con Arthur Compton en Míchigan para discutirla. Al mismo tiempo, las investigaciones del proyecto adelantaban en muchas universidades y en muchos laboratorios de todo el país, planteando problemas tanto para la seguridad como para la cohesión del proyecto. Oppenheimer y Groves decidieron que necesitaban un laboratorio centralizado y secreto. Buscando un sitio, Oppenheimer propuso una región de Nuevo México no muy lejos de su rancho. En una meseta cerca de Santa Fe, la capital de Nuevo México, se construyó rápidamente el laboratorio de Los Álamos, un grupo banal de cuarteles rodeados de lodo. Ahí Oppenheimer consiguió reunir un grupo de los más brillantes físicos de la época, incluyendo a Enrico Fermi, Richard Feynman, Robert R. Wilson y Victor Weisskopf, así como Bethe y Teller. Allí nació en 1944 la segunda hija de Oppenheimer, Katherine (llamada Toni).

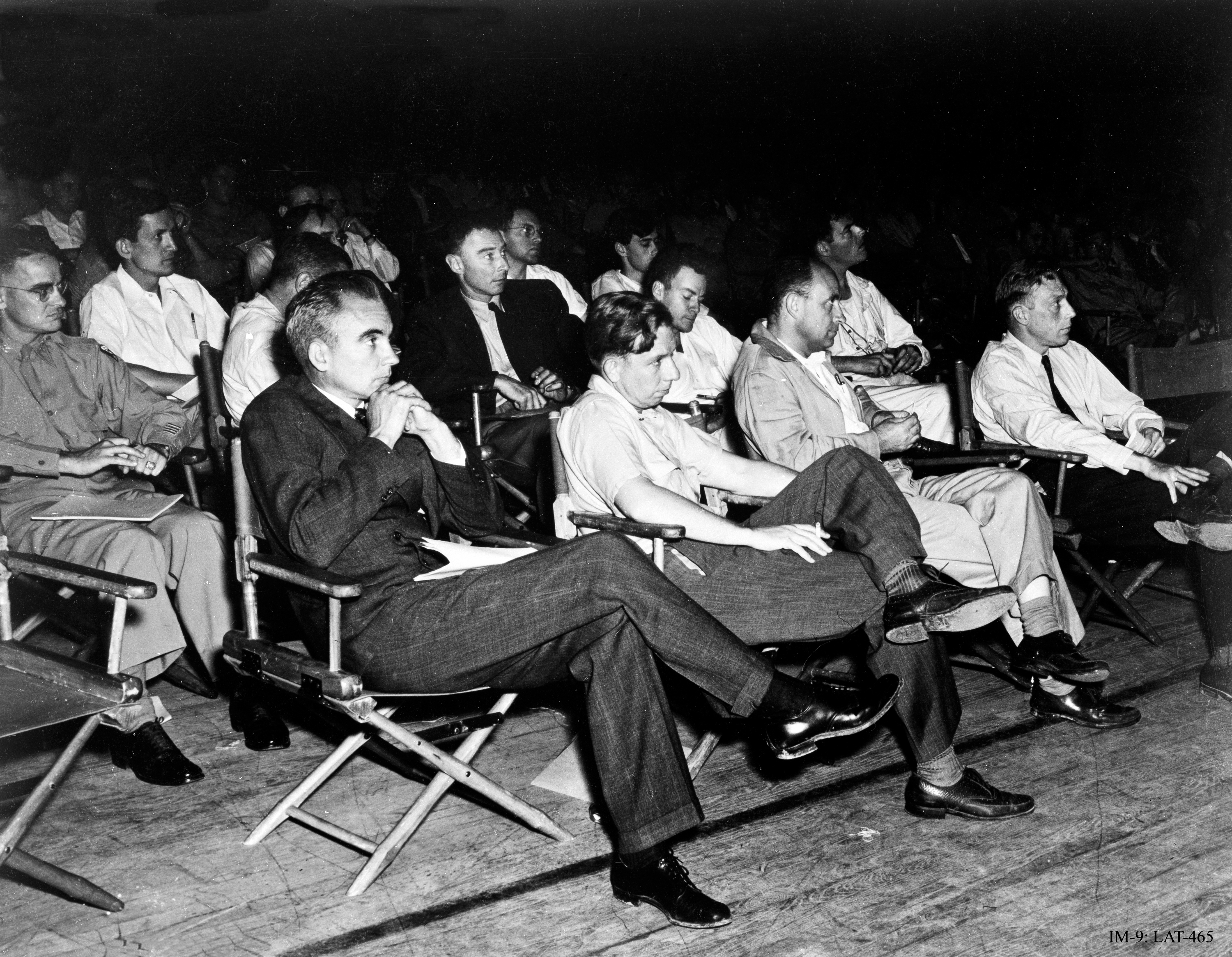
Un grupo de físicos asistiendo a una conferencia en Los Álamos durante la guerra. En la fila delantera (de izqda. a dcha.), Norris Bradbury, John Manley, Enrico Fermi y J.M.B. Kellogg; Oppenheimer está en la 2.ª fila, a la izquierda, y a la derecha en la foto está Richard Feynman.

A Oppenheimer se le reconocía su dominio de todos los aspectos científicos del proyecto y sus esfuerzos para manejar los conflictos de cultura inevitables entre científicos y militares. Fue la imagen del proyecto para sus colegas científicos y ejerció su papel de director con gran prestancia. Victor Weisskopf lo expresó así:

No dirigió desde la oficina central. Estaba presente intelectual y hasta físicamente en cada paso decisivo. Estaba presente en el laboratorio o en las salas de seminario, cuando se medía un nuevo efecto, cuando se concebía una nueva idea. No era tanto por las ideas que aportaba algunas veces, sino que su influencia principal venía de algo más. Fue su presencia continua e intensa, que produjo en todos nosotros un sentido de participación directa; creó aquella atmósfera única de entusiasmo y desafío que impregnó el lugar durante todo su período.
Victor Weisskopf

Se organizó un gran revuelo (rápidamente silenciado por las autoridades militares) cuando, en 1947, en una entrevista sobre su trabajo, a la pregunta de por qué no se había probado la bomba de uranio (como la de Hiroshima) previamente (la del desierto de los Álamos fue de plutonio, gracias a los disparadores de Von Ardenne capturados en un submarino alemán), este contestó

No había nada que probar, los alemanes ya lo habían hecho antes, solo teníamos que usarla y ya está.

Mientras tanto, a Oppenheimer lo investigaban el FBI y el departamento de seguridad interna del Proyecto Manhattan por sus anteriores asociaciones izquierdistas. También lo siguió un agente del FBI durante un viaje inesperado a California en 1943 para encontrar a su expareja, Jean Tatlock. En agosto de 1943, Oppenheimer comunicó a agentes de seguridad del Proyecto que uno de sus amigos con contactos comunistas había solicitado secretos nucleares a tres de sus alumnos. Presionado acerca del asunto en reuniones posteriores con el general Groves y agentes de seguridad, identificó al amigo como Haakon Chevalier, profesor en Berkeley de Literatura Francesa. A Oppenheimer le pedirían declaraciones relacionadas con el «incidente Chevalier» y muchas veces prestó declaraciones contradictorias y equívocas, diciéndole a Groves que Chevalier se había puesto en contacto con solo una persona, y que dicha persona fue su hermano, Frank. Pero Groves, consciente de la importancia de Oppenheimer para las metas de los aliados, no lo podía retirar del proyecto a pesar de este comportamiento sospechoso.

### Trinity

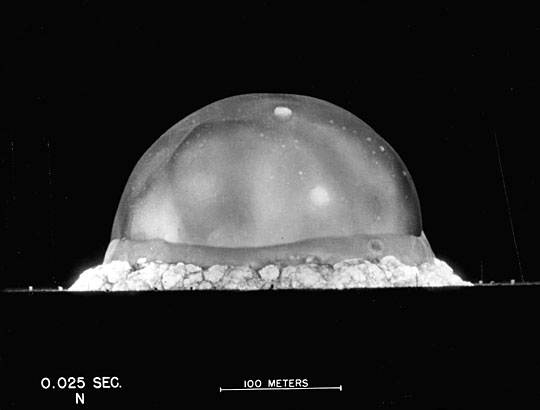
Oppenheimer bautizó la primera prueba nuclear como Trinity.

El trabajo colectivo de los científicos en Los Álamos tuvo su primer éxito en la primera explosión nuclear cerca del pueblo de Alamogordo (Nuevo México) el día 16 de julio de 1945. Oppenheimer bautizó la prueba como Trinity (Trinidad); más tarde explicó que se basó en un verso del poeta John Donne (1572-1631). Según el historiador Gregg Herken, es posible que este nombre aludiera a Jean Tatlock, quien le dio a conocer la obra de Donne cuando eran pareja en los años 1930. Tatlock se había suicidado solo unos meses antes, para consternación de Oppenheimer. Después recordó que mientras presenciaba la explosión, pensó en un verso de un texto hindú, el Bhagavad-Guitá:

Si el esplendor de un millar de soles brillasen al unísono en el cielo, sería como el esplendor de la creación...

Sin embargo, otro verso que recordó se le atascó en la mente:

Ahora me he convertido en La Muerte, Destructora de Mundos.

Según su hermano, al momento exclamó simplemente —It worked (Funcionó). La noticia de la prueba exitosa fue comunicada con urgencia al presidente Harry S. Truman, a quien esta información le podía servir para afianzar su posición en la Conferencia de Potsdam, sobre el futuro de la Europa de la posguerra, que pronto tendría lugar.

### Japón
Una vez desarrollada el arma, y contando con el material incautado en Alemania, los científicos administradores no estaban de acuerdo en cuanto a usarla y cómo hacerlo. Inicialmente, Lawrence se opuso al uso de la bomba en contra de personas vivas, argumentando que una mera demostración bastaría para convencer al gobierno japonés que sería inútil continuar la guerra. Oppenheimer y muchos de los consejeros militares discrepaban de esta evaluación. Oppenheimer temía que si se anunciase dónde podía ocurrir tal demostración, el enemigo pudiera trasladar a la región a los prisioneros de guerra o a otros escudos humanos. Según otros físicos, incluyendo a Teller y a Leó Szilárd, el usar el arma en un área civil sería una atrocidad. Se hizo circular una petición en los laboratorios de Los Álamos y Oak Ridge rogando que no se usara la bomba por inmoral e innecesaria. Oppenheimer se opuso a la petición y advirtió a Szilard y Teller de que no debían entorpecer el proyecto, pero estos no se retractaron, y Oppenheimer dio nota a Leslie Groves de la carta dirigida a Harry S. Truman, quien ordenó interceptarla, por lo que esta nunca llegó a su destinatario. De todos modos, no queda claro cuánto le importaron al gobierno y a las fuerzas armadas estadounidenses las opiniones de los científicos sobre el arma que habían creado.

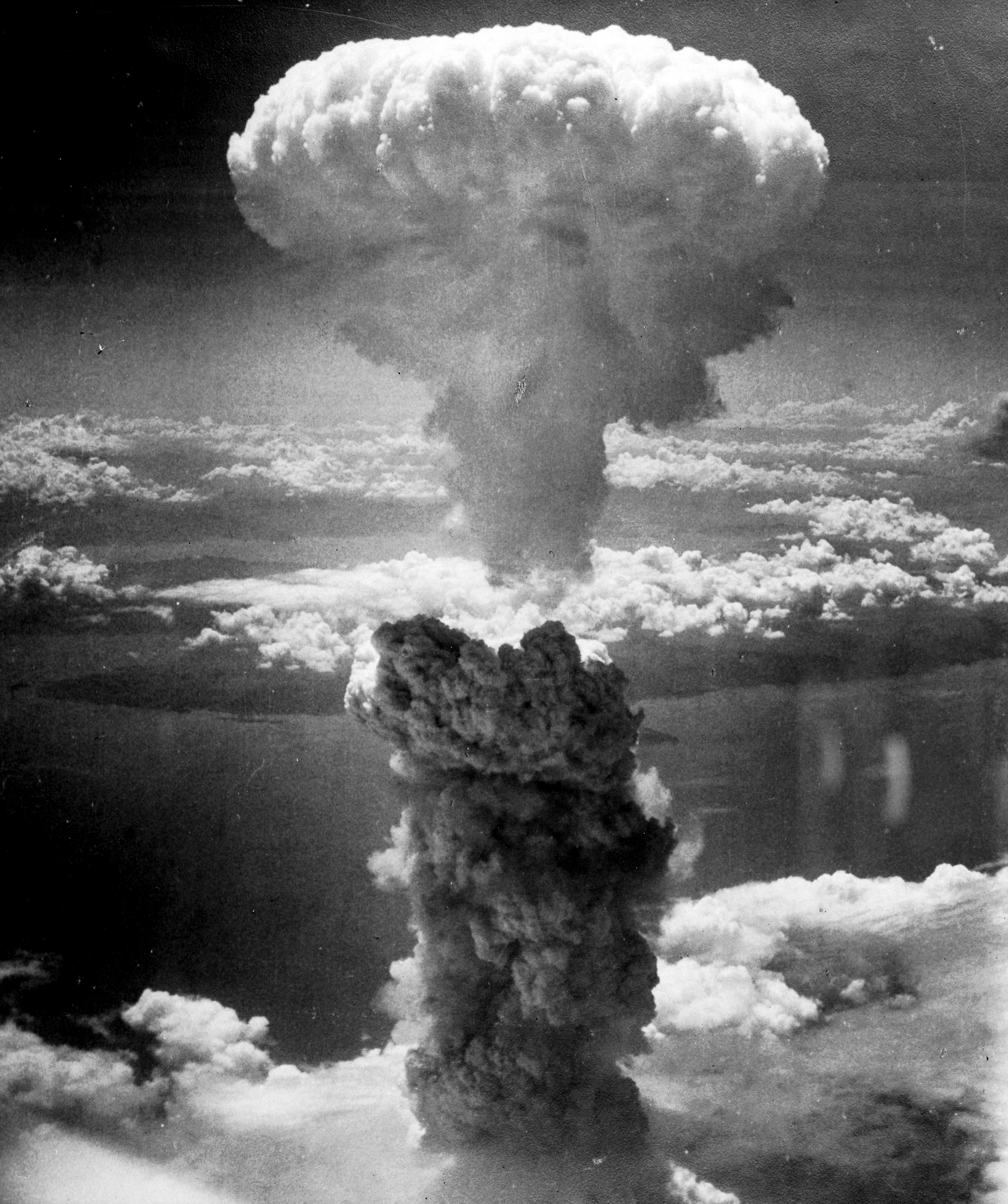
Los bombardeos nucleares de Hiroshima y Nagasaki mataron a miles de japoneses, la gran mayoría civiles, con las armas desarrolladas en el Laboratorio Nacional de Los Álamos, dando fin a la Segunda Guerra Mundial.

El 6 de agosto de 1945, la bomba de uranio Little Boy (muchachito) fue lanzada sobre la ciudad de Hiroshima, Japón. Tres días después, la bomba de plutonio Fat Man (hombre gordo) se lanzó sobre Nagasaki. Las bombas mataron a centenares de miles de civiles instantáneamente y a muchos más en los días y meses siguientes.
Al orgullo que sintió Oppenheimer después de la exitosa prueba Trinity pronto lo reemplazó el sentimiento de profunda culpabilidad y horror, aunque nunca dijese que se arrepentía de hacer el arma. En una visita posterior con el presidente Harry S. Truman, este le inquirió sobre el plazo en que tardarían los soviéticos ("los rusos") en obtener la bomba, a lo cual él respondió que no lo sabía. El presidente estadounidense por su parte le espetó "¡Nunca!", ante un sorprendido Oppenheimer. El científico replicó sobre sí mismo que sentía asimismo que tenía "las manos manchadas de sangre" y se quebró emocionalmente ante Truman, ante lo cual el presidente se molestó. Una vez abandonado el lugar, el presidente ordenó a su asistente que no quería volver a ver a "este malnacido" o " científico llorón".
Durante la única visita de Robert Oppenheimer a Japón después de la guerra, en 1960, un periodista le preguntó si sentía algún remordimiento por desarrollar la bomba. Oppenheimer bromeó —No es que no me sienta mal. Solo es que no me siento peor hoy de lo que me sentía ayer.

## Actividades de posguerra
Repentinamente, Oppenheimer se convirtió en portavoz nacional por la ciencia y emblema de un nuevo tipo de poder tecnocrático. La física nuclear se hizo más poderosa, mientras todos los gobiernos del mundo empezaron a darse cuenta del poder estratégico y político asociado a las armas nucleares y sus horrendas consecuencias. Como muchos científicos de su generación, opinó que la seguridad de las bombas nucleares vendría solo de algún tipo de organismo transnacional (como la recién creada Organización de las Naciones Unidas) que pudiera iniciar un programa para parar una carrera de armamentos nucleares.

### Comisión de Energía Atómica
En cuanto se creó la United States Atomic Energy Commission (Comisión de Energía Atómica de EE. UU, AEC) en 1946 como una agencia civil controlando las investigaciones y armas nucleares, Oppenheimer fue nombrado presidente de su General Advisory Committee (Comité Asesor General, GAC) y dimitió de su cargo como director de Los Álamos. Desde ese puesto dio consejos sobre varios asuntos nucleares, incluyendo el patrocinio de los proyectos, la construcción de los laboratorios, e incluso la política internacional, aunque no siempre se pusieron en práctica los consejos del GAC. El Plan Baruch de 1946, que exigió la internacionalización de la energía atómica, provino en parte de las opiniones de Oppenheimer, aunque para su consternación incluyó muchos elementos adicionales que mostraron claramente que su meta fue simplemente impedir a la Unión Soviética conseguir una bomba propia, en vez de fomentar un duradero mecanismo internacional de control. La Unión Soviética rechazó el plan, sin sorprender a los observadores, y Oppenheimer se dio cuenta de que una carrera de armamentos era inevitable debido a la desconfianza entre los EE. UU. y la URSS.

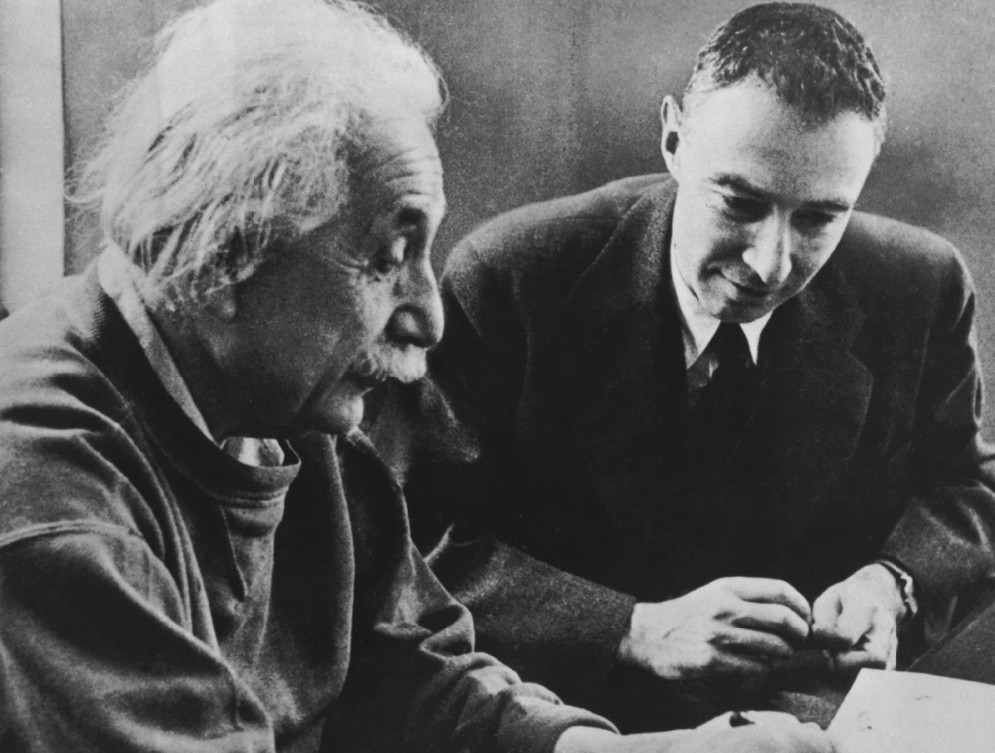
Oppenheimer finalmente asumió el puesto de Einstein en el Institute for Advanced Study.

En 1947 salió de Berkeley, según dijo por problemas con la administración durante la guerra, y fue director del Institute for Advanced Study en Princeton, Nueva Jersey. Más tarde ocupó el antiguo puesto de Albert Einstein de alto profesor de la física teórica.
Mientras todavía era presidente del GAC, Oppenheimer presionó con vigor para el control internacional de armamentos y para el patrocinio de la ciencia fundamental, e intentó influir en la política contra una carrera de armamentos acelerada. Cuando el gobierno debatía sobre realizar un programa intensivo para desarrollar un arma basada en la fusión nuclear -la bomba termonuclear- Oppenheimer al principio recomendó que no, aunque había favorecido desarrollar un arma así en los primeros días del Proyecto Manhattan. En parte lo impulsaron las razones éticas, creyendo que tal arma se podía usar solamente contra los civiles, causando millones de muertos. Pero también lo impulsaron razones prácticas. Como en la época no existía ningún diseño factible de una bomba termonuclear, Oppenheimer opinaba que sería mejor gastar los recursos creando una gran fuerza de armas de fisión. A pesar de su consejo,  después que la Unión Soviética probó su primera bomba atómica en 1949, el presidente Harry Truman anunció un programa intensivo. Oppenheimer y otros colegas del GAC adversarios del proyecto, sobre todo James Conant, se sintieron rechazados personalmente y consideraron retirarse del comité. Se quedaron, aunque difundieron sus opiniones sobre la bomba termonuclear.
En 1951, sin embargo, Edward Teller y el matemático Stanislaw Ulam desarrollaron lo que se bautizaría la configuración Teller-Ulam para una bomba termonuclear. Este nuevo diseño pareció factible, y Oppenheimer cambió de opinión sobre desarrollar el arma. Como dijo después:

El programa que teníamos en 1949 fue una cosa horrenda de la que bien se podía deducir que no tenía demasiado sentido técnico. Por eso fue posible argumentar que no se quería algo así incluso si se pudiese tener. El programa en 1951 fue técnicamente tan atractivo que no se podía discutir eso. Las cuestiones ya fueron solo las militares, las políticas, y los problemas humanitarios de qué se iba a hacer con él una vez que se consiguiera.

La primera bomba termonuclear de verdad, nombrada Ivy Mike, se probó en 1952 y produjo 10.4 megatones, una fuerza 650 veces más grande que la de las armas desarrolladas por Oppenheimer durante la Segunda Guerra Mundial.

### Auditoría de seguridad y elmacartismo

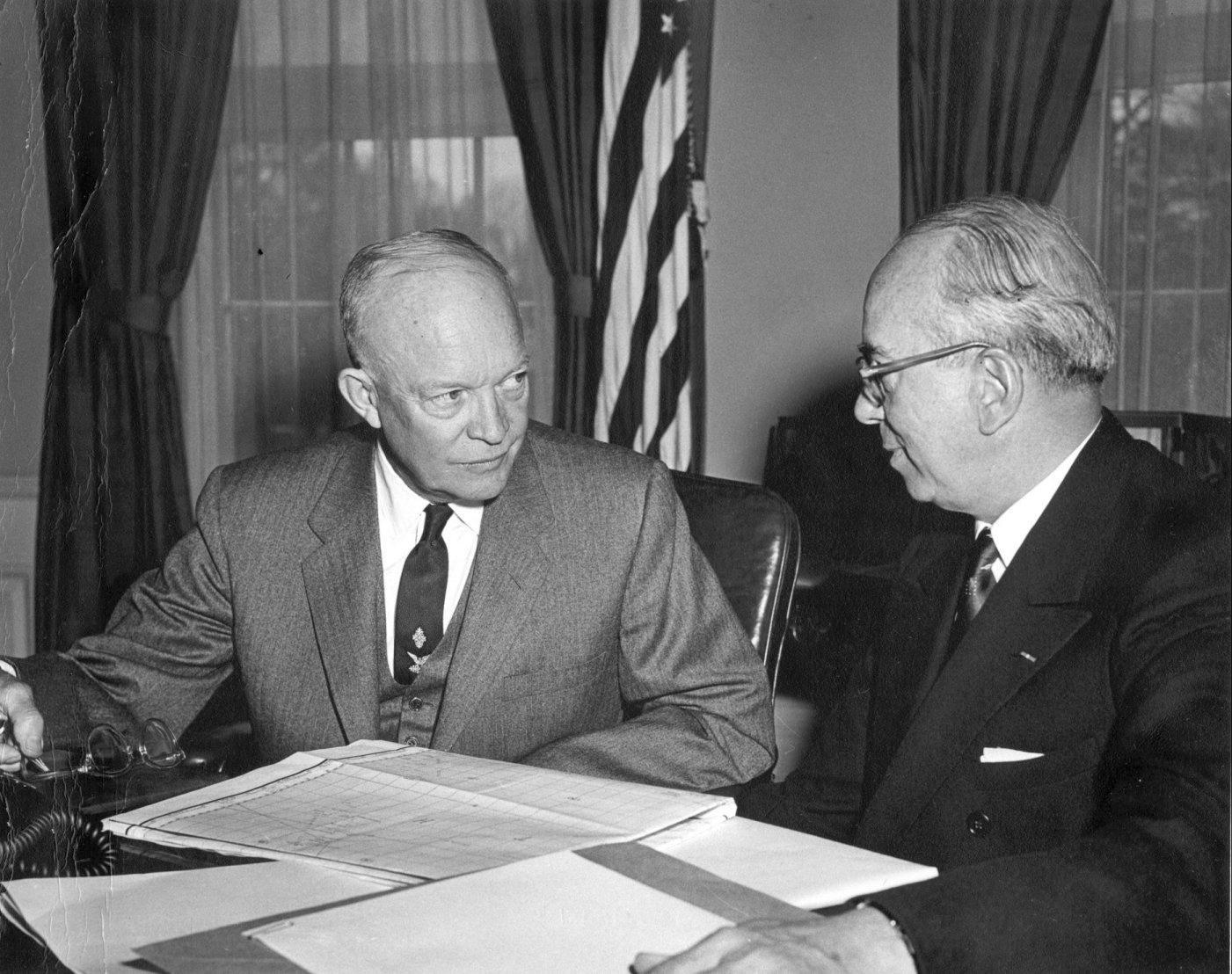
Lewis L. Strauss (Presidente de AEC) junto a Eisenhower en 1954

En su papel como consejero político en asuntos nucleares, Oppenheimer se ganó muchos enemigos. El FBI dirigido por J. Edgar Hoover había estado siguiendo sus actividades desde antes de la guerra, cuando mostró simpatías comunistas como profesor radical. Estaba deseando proporcionar a los enemigos políticos y profesionales de Oppenheimer pruebas incriminatorias sobre antiguos y presentes vínculos comunistas.
Entre estos enemigos, quizás el más enconado era Lewis L. Strauss, presidente de la AEC que durante mucho tiempo había albergado resentimiento contra Oppenheimer, tanto por su actividad contra la bomba de hidrógeno como por haberle humillado ante el Congreso algunos años antes. Strauss y el senador Brien McMahon, autor en 1946 de la Ley de Energía Atómica (Atomic Energy Act), secundados por otro físico, Edward Teller, el formulador de la acusación, impulsaron al presidente Eisenhower a revocar la credencial de seguridad de Oppenheimer. Esto llegó tras la controversia sobre si algunos de los alumnos de Oppenheimer, incluyendo a David Bohm, Joseph Weinberg y Bernard Peters, habían sido comunistas en la época en que habían trabajado con él en Berkeley. El hermano de Oppenheimer, Frank Oppenheimer, fue obligado a testificar ante el Comité de Actividades Anti-Americanas, donde admitió haber sido miembro del Partido Comunista en los años 1930, pero rechazó dar los nombres de otros miembros. A consecuencia de esto Frank fue despedido de su puesto universitario, y al no poder encontrar trabajo en el campo de la física, terminó como un ranchero en Colorado.

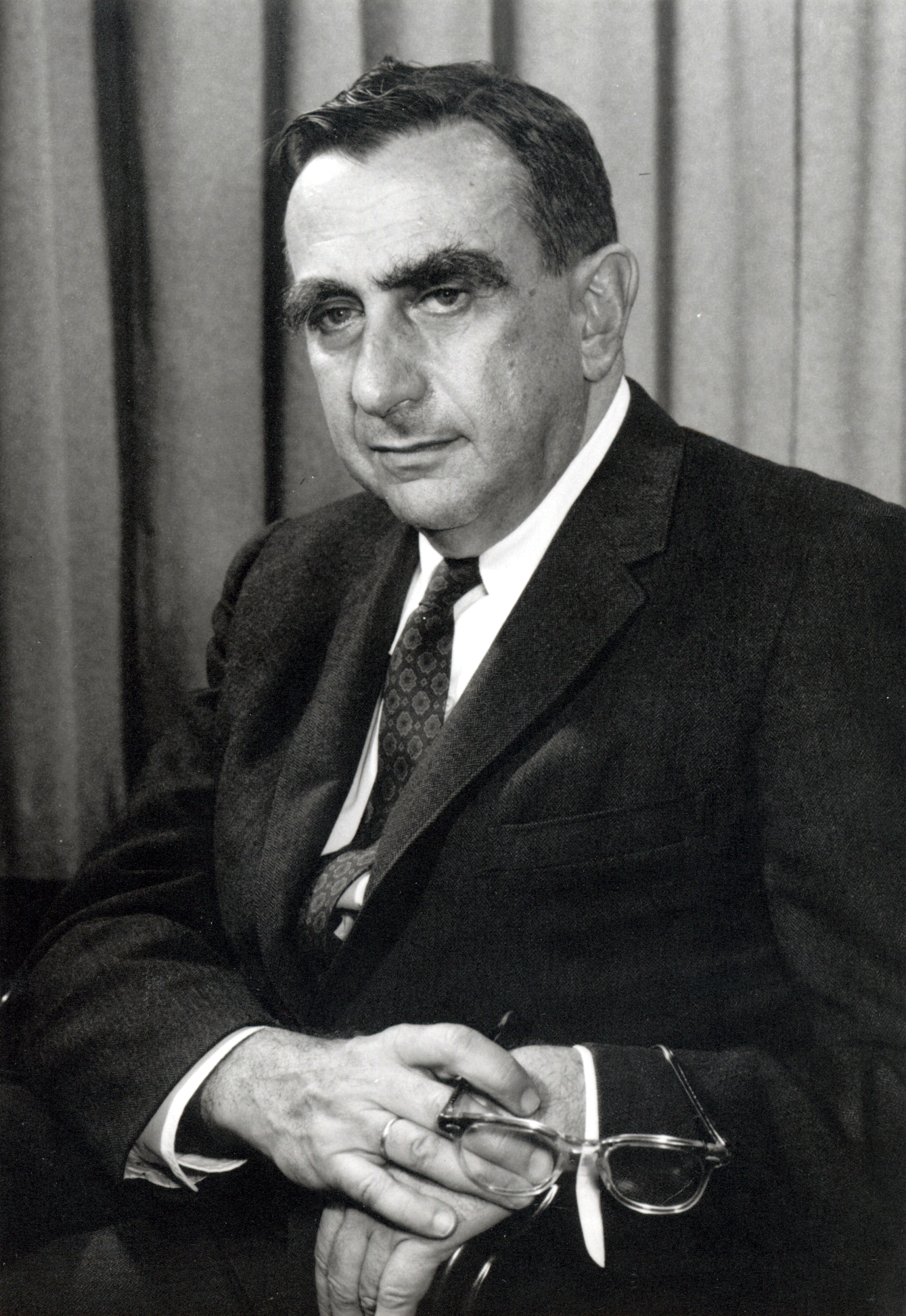
El antiguo colega de Oppenheimer, el físico Edward Teller, testificó contra él en su auditoría de seguridad en 1954.

En 1953, Oppenheimer a instancias de lo impulsado por Strauss y Teller, fue acusado de ser un riesgo para la seguridad nacional y el presidente Eisenhower le pidió su renuncia. Oppenheimer se negó y solicitó una auditoría para evaluar su lealtad a Estados Unidos, y que mientras tanto su credencial de seguridad quedara en suspenso. Las comparecencias públicas que siguieron se centraron en los pasados vínculos comunistas de Oppenheimer y en su asociación durante el Proyecto Manhattan con científicos sospechosos de desleales o comunistas. Uno de los elementos clave en este proceso fue el testimonio anterior de Oppenheimer sobre su amigo Haakon Chevalier, que él mismo confesó haber fabricado. De hecho, Oppenheimer nunca había hablado sobre ello a Chevalier, y el testimonio había llevado a Chevalier a perder su empleo. Edward Teller, con el cual Oppenheimer había estado en desacuerdo sobre la bomba de hidrógeno, testificó contra él, provocando las iras de la comunidad científica y en la práctica, la expulsión de Teller de la ciencia académica. Muchos importantes científicos, así como destacadas figuras del gobierno y de las fuerzas armadas, testificaron a favor de Oppenheimer. Las incoherencias de su testimonio y su comportamiento errático en sus comparecencias convencieron a algunos de que no era de confianza y representaba un posible riesgo para la seguridad. La credencial de seguridad de Oppenheimer fue finalmente revocada.
Durante su comparecencia, Oppenheimer testificó de buena gana sobre el comportamiento izquierdista de muchos de sus colegas científicos. El historiador Richard Polenberg ha especulado que si la credencial de Oppenheimer no hubiera sido anulada (de todos modos hubiera caducado en cosa de unos días), hubiera sido recordado como uno que "dio nombres" para salvar su reputación, un "chivato". Tal como sucedió, Oppenheimer fue visto por la mayor parte de la comunidad científica como un mártir del macartismo, un liberal ecléctico que fue injustamente atacado por enemigos belicistas, símbolo de la sustitución de la creatividad científica académica por el militarismo.

### Instituto de Estudios Avanzados

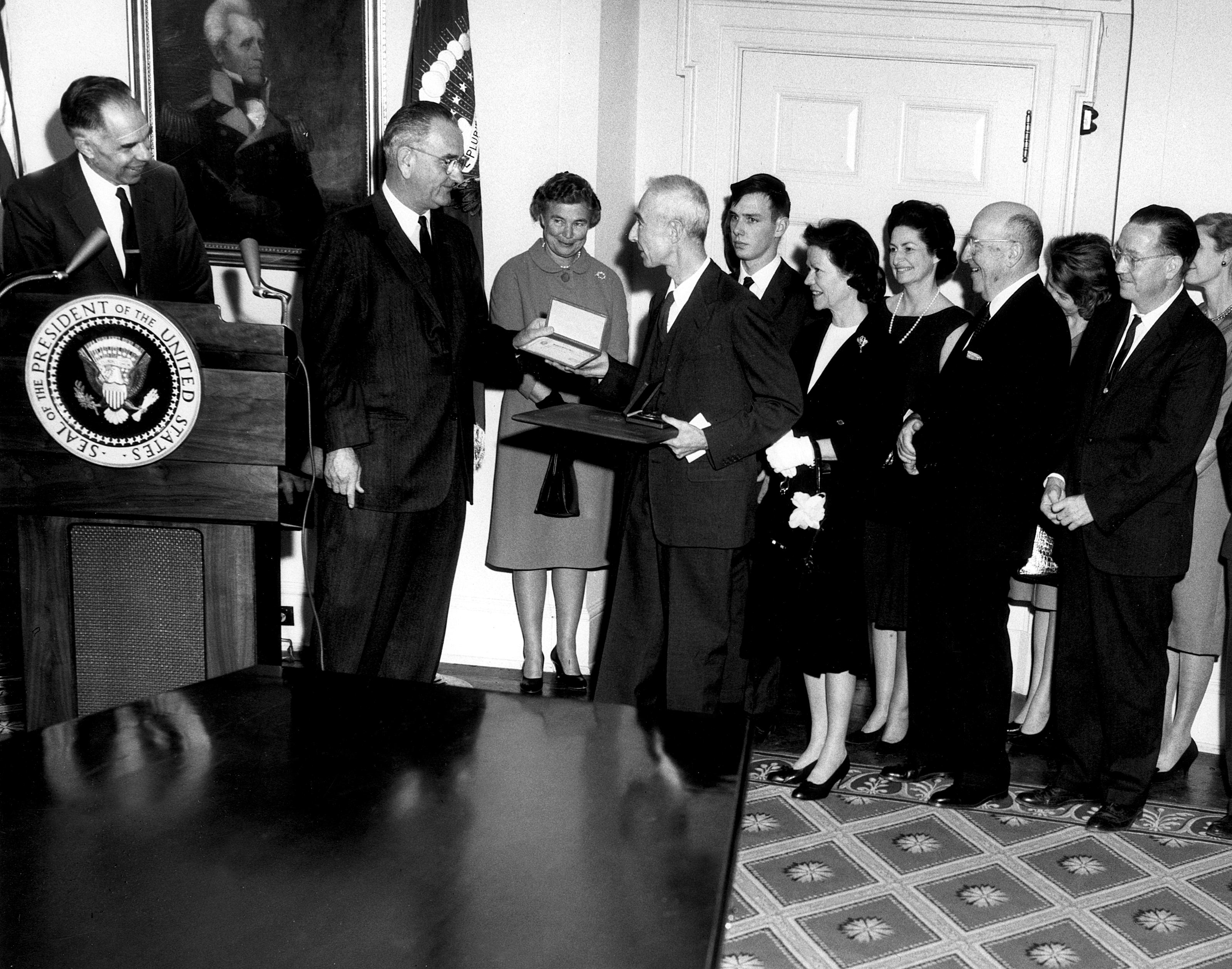
Robert Oppenheimer junto a su familia: Kitty (de frente),sus hijos detrás: Peter y Katherine (Toni) recibiendo el Premio Enrico Fermi en 1963.

Privado de poder político, Oppenheimer continuó dando clases, escribiendo y trabajando en la física. Recorrió Europa y Japón, dando charlas sobre la historia de la ciencia, el papel de la ciencia en la sociedad y la naturaleza del universo. En 1963, a instancias de muchos de los amigos políticos de Oppenheimer que habían alcanzado poder, el presidente John F. Kennedy concedió a Oppenheimer el Premio Enrico Fermi como un gesto de rehabilitación política. Extrañamente, Edward Teller, ganador del premio el año anterior, también había recomendado que lo recibiera Oppenheimer. Poco más de una semana después del asesinato de Kennedy, su sucesor, el presidente Lyndon Johnson, entregó el premio a Oppenheimer, "por contribuciones a la física teórica como profesor y originador de ideas, y por el liderazgo del laboratorio de Los Álamos y del programa de energía atómica durante años críticos". Oppenheimer dijo a Johnson: "Pienso que es posible, señor presidente, que haya necesitado de cierta caridad y cierto coraje para concederme este premio hoy. Ello podría significar un buen augurio para el porvenir de todos". La rehabilitación implicada por el premio era solo simbólica, pues Oppenheimer siguió careciendo de la credencial de seguridad, y no iba a tener efectos en la política oficial, pero el premio vino con una dotación de 50.000 dólares libres de impuestos.
En sus últimos años Oppenheimer continuó su trabajo en el Institute for Advanced Study, reuniendo intelectuales a la altura de sus capacidades y de varias disciplinas para resolver las preguntas más pertinentes de la época actual. Sus conferencias en Estados Unidos, Europa y Canadá se publicaron en muchos libros. A pesar de todo, pensó que el esfuerzo tuvo un efecto mínimo en la política real. Una de sus grandes predicciones, la temida carrera armamentista, ya era una realidad entre Oriente y Occidente.

## Últimos años

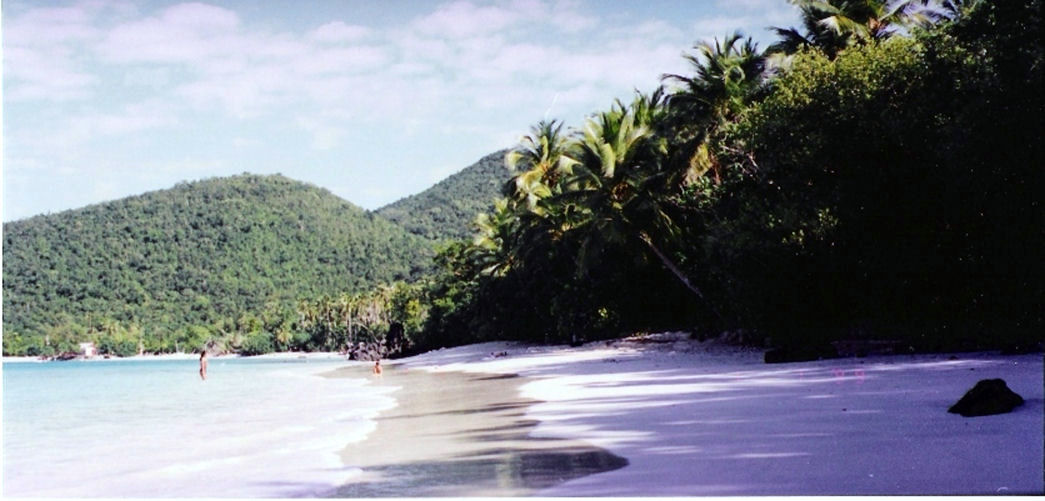
Playa Oppenheimer, en Saint John, en las Islas Vírgenes de los Estados Unidos.

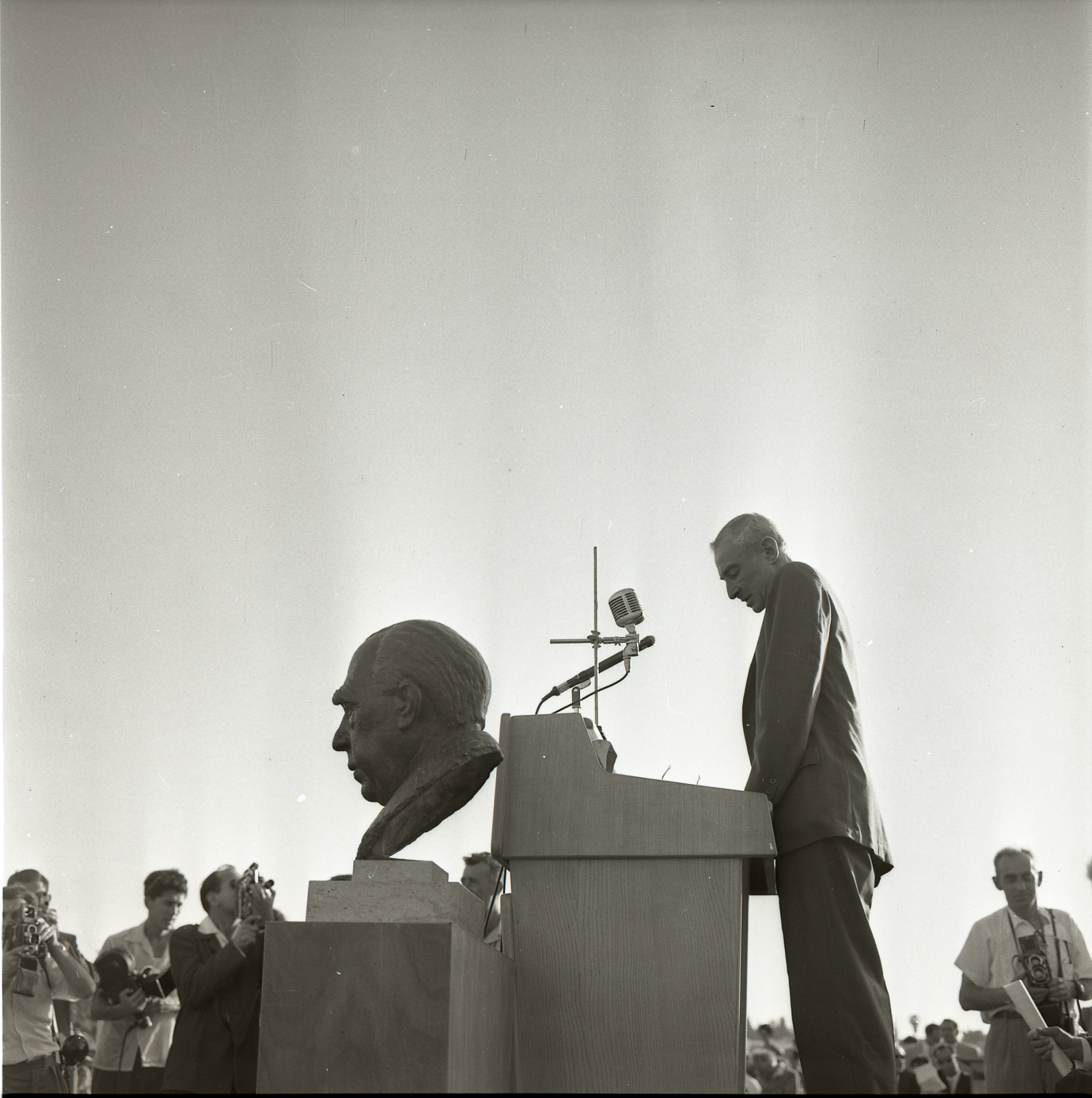
Oppenheimer dando un discurso durante una visita a Israel en 1966

Se dice que después de la auditoría de seguridad de 1954, Oppenheimer quedó «como un animal herido», y empezó a retirarse a una vida más sencilla. En 1957 adquirió un terreno en Playa Gibney, en la isla de Saint John, en las Islas Vírgenes de los Estados Unidos. Construyó una residencia vacacional sencilla, donde pasaría varios meses por año, con su esposa Kitty. Oppenheimer también pasó bastante tiempo navegando con su esposa. A su muerte, su hija Toni heredó la propiedad, y la legó «al pueblo de St. John como parque público y área recreativa». En la actualidad, el gobierno de las Islas Vírgenes ha creado un centro comunitario allí, que puede alquilarse. La playa es conocida coloquialmente hasta hoy como «playa Oppenheimer».
Robert Oppenheimer, que era asiduo fumador de tabaco en pipa, falleció por cáncer de garganta reincidente en 1967. A su funeral asistieron muchos de sus asociados científicos, políticos y militares. Fue incinerado y sus cenizas se esparcieron en las Islas Vírgenes.

## Vida personal
Oppenheimer, cuya personalidad era reservada y poco dada a establecer relaciones personales, en el tiempo que trabajaba en Berkeley tuvo como pareja a Jean Tatlock, una  radical activista de izquierdas y psiquiatra a quien conoció en 1936, y con quien mantuvo una relación intermitente y poco convencional hasta 1941. Oppenheimer le pidió casamiento en dos ocasiones pero ella lo rechazó.
Oppenheimer se casó con la bióloga germano-estadounidense Katherine (Kitty) Puening Harrison (1910-1972) el 1 de noviembre de 1940. Tuvo dos hijos con ella: Peter Oppenheimer (nac. 1941) y Katherine (Toni) (1944-1977).

## Personalidad

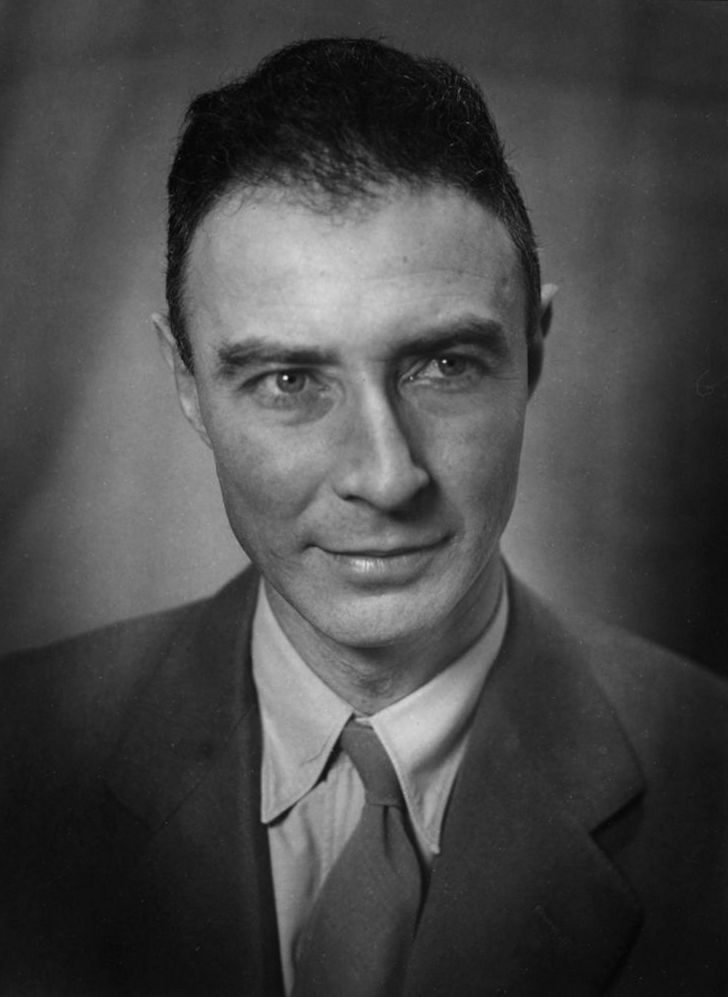
La clara inteligencia, forma cercana de hacer docencia y el carisma de Oppenheimer atraía estudiantes de todo el país hacia su grupo de investigación en física teórica.

Oppenheimer ha sido a menudo descrito como un sujeto enigmático y contradictorio, con capacidad de liderazgo sobresaliente y a su vez un personaje con tendencia a la soledad y tímido, que se sonrojaba fácilmente ante el sexo opuesto y cultivaba una personalidad llena de ambigüedades.
Era reputado por su eclecticismo, su interés desde pequeño por los idiomas, la filosofía oriental y la elocuencia y claridad con la cual pensaba. Pero también tuvo una vida turbulenta, y sufrió períodos de depresión. Una vez escribió a su hermano: Necesito más la física que los amigos. 
Era un hombre alto, delgado, fumador continuo, que a veces olvidaba comer durante sus períodos de concentración individual. Algunos de sus amigos pensaban que tenía tendencias autodestructivas y en varias ocasiones sus colegas se preocuparon por su melancolía e inseguridad. Siendo estudiante en Cambridge, una vez viajó en vacaciones a París para encontrarse con su amigo Francis Ferguson y, mientras le narraba su frustración con la física experimental, repentinamente se le acercó y trató de estrangularlo. Ferguson lo detuvo con facilidad, pero el incidente dejó a Ferguson convencido de sus profundos problemas psicológicos. Oppenheimer desarrolló numerosas afecciones psicológicas, probablemente en un intento de convencer a su entorno y posiblemente a sí mismo de su propia importancia. Tenía un fuerte poder de convencimiento en su trato personal; pero de gran timidez en público. Sus colegas tendían a dividirse en dos campos: aquellos que admiraban su genialidad y aquellos que veían en sus actos posturas pretenciosas e inseguras.
Sus estudiantes lo admiraban y, por lo general, sin darse cuenta, adoptaban y copiaban sus gestos y hasta la forma de caminar y de hablar de su maestro.
Quien se relacionaba con Oppenheimer inmediatamente advertía su brillante inteligencia y que era distinto a los demás. Evitaba los deportes rudos y prefería leer libros de su interés.

-"Recompensé la confianza de mis padres en mí desarrollando un ego desagradable, que estoy seguro debe haber ofendido tanto a los niños como a los adultos que tuvieron la mala suerte de entrar en contacto conmigo"-
  Oppenheimer

## En el cine
En 1989, Oppenheimer fue interpretado por Dwight Schultz en la película Fatman and Little boy. Ese mismo año, en el film Day One, Oppenheimer fue interpretado por David Strathairn.
Una adaptación del libro American Prometheus, biografía de Julius Robert Oppenheimer, fue llevada al cine en 2023 en una película escrita, dirigida y producida por el cineasta británico Christopher Nolan. Bajo el título homónimo Oppenheimer, su interpretación recayó en este caso en el actor Cillian Murphy.

## Eponimia
Además de los distintos postulados de física nuclear que llevan su nombre, se tiene que:
- El cráter lunar Oppenheimer lleva este nombre en su memoria.[21]
- El asteroide (67085) Oppenheimer también conmemora su nombre.[22]

### Publicaciones de Oppenheimer
- Science and the Common Understanding (New York: Simon and Schuster, 1954).
- The Open Mind (New York: Simon and Schuster, 1955).
- The flying trapeze: Three crises for physicists (London: Oxford University Press, 1964).
- Uncommon sense (Cambridge, MA: Birkhäuser Boston, 1984). (póstumo)
- Atom and void: Essays on science and community (Princeton, NJ: Princeton University Press, 1989). (póstumo)

### Publicaciones de Oppenheimer en español
- Oppenheimer, Robert Julius (1995). La ciencia y el conocimiento común. Consejo Superior de Investigaciones Científicas. ISBN 978-84-00-00063-9.
- Oppenheimer, Robert Julius. Hombre y ciencia. (Un desafío al mundo). Espasa-Calpe. ISBN 978-84-239-0987-2.
- Paul Stratern (1999). Oppenheimer y la bomba atómica. Los Científicos y sus Descubrimientos. Siglo XXI. ISBN 84-323-1018-2.

- Hans Bethe's "Biographical Memoirs" contiene también la bibliografía completa de las publicaciones científicas de Oppenheimer.

### Estudiantes doctorales
- Samuel W. Alderson
- David Bohm
- Robert F. Christy
- Sidney Dancoff
- Stan Frankel
- Willis Eugene Lamb
- Harold Lewis
- Philip Morrison
- Melba Phillips
- Hartland Snyder
- George Volkoff